# Örnsköldsviks kontrakt
Örnsköldsviks kontrakt är ett kontrakt inom Svenska kyrkan i Härnösands stift.
Kontraktskoden är 1006.

## Administrativ historik
Ångermanlands norra kontrakt delades 1840 i två Ångermanlands nordöstra kontrakt och Ångermanlands nordvästra kontrakt vilka 1922 ombildades/namnändrades till Örnsköldsviks kontrakt och Nätra kontrakt. Ur Ångermanlands nordvästra kontrakt avsöndrades 1860  Dorotea, Fredrika, Vilhelmina och Åsele församlingar till Södra lappmarkens kontrakt. Ur Ångermanlands nordöstra kontrakt avsöndrades 1904 Bjurholms och Nordmaling församlingar till Västerbottens första kontrakt. 1 juni 1905 överfördes Själevads församling från nordvästra till nordöstra kontraktet. 1922 namnändrades kontrakten till Örnsköldsviks respektive Nätra kontrakt
Örnsköldsviks kontrakt omfattade före 2001
- Själevads församling varur Domsjö församling och Gullängets församling bröts ut 2024[1]
- Mo församling som 1962 tillförts från Nätra kontrakt
- Örnsköldsviks församling
- Arnäs församling
- Gideå församling som 2014 uppgick i Gideå-Trehörningsjö församling
- Trehörningsjö församling som 2014 uppgick i Gideå-Trehörningsjö församling
- Grundsunda församling

2001 tillfördes hela då upplösta Nätra kontrakt
- Nätra församling
- Sidensjö församling
- Anundsjö församling
- Skorpeds församling
- Björna församling
- Mo församling ingick till 1962 i detta kontrakt för att då överföras till Örnsköldsviks kontrakt

1 januari 2022 bildades för församlingarna i kontraktet Örnsköldsviks södra pastorat och Örnsköldsviks norra pastorat som ersatte tidigare flerförsamlingspastorat och enförsamlingspastorat.

## Kontraktsprostar (listan ej komplett)
- Gustaf Edström 1891-1903